# Kendall Waston
Kendall Jamaal Waston Manley (San José, 1 januari 1988) is een Costa Ricaans voetballer die als verdediger speelt voor Vancouver Whitecaps in de Major League Soccer. In 2013 debuteerde hij in het Costa Ricaans voetbalelftal.

## Clubcarrière
In 2006 debuteerde Waston bij Deportivo Saprissa, hier speelde hij als sinds de jeugd. Na twee seizoenen en één verhuurperiode tekende hij een contract bij het Uruguayaanse Club Nacional de Football. Dit werd echt geen succes en na één seizoen keerde hij weer terug op het oude nest. Na verhuurperiode in de afgelopen vier seizoenen was hij in het seizoen 2013/14 eindelijk een vaste waarde in het eerste elftal. Na het WK maakte Waston de overstap naar de Canadese Vancouver Whitecaps, waarmee hij in 2015 het Canadese bekertoernooi won.

## Interlandcarrière
Op 28 mei 2013 debuteerde Waston voor Costa Rica in een vriendschappelijke wedstrijd tegen Canada (1–0). In mei 2014 maakte bondscoach Jorge Luis Pinto bekend hem mee te zullen nemen naar het wereldkampioenschap in Brazilië. Op het toernooi kwam hij niet in actie.
| Interlands van Kendall Waston voor Costa Rica | Interlands van Kendall Waston voor Costa Rica | Interlands van Kendall Waston voor Costa Rica | Interlands van Kendall Waston voor Costa Rica | Interlands van Kendall Waston voor Costa Rica | Interlands van Kendall Waston voor Costa Rica |
| №                                             | Datum                                         | Wedstrijd                                     | Uitslag                                       | Soort Wedstrijd                               | Doelpunten                                    |
| Als speler bij Deportivo Saprissa             | Als speler bij Deportivo Saprissa             | Als speler bij Deportivo Saprissa             | Als speler bij Deportivo Saprissa             | Als speler bij Deportivo Saprissa             | Als speler bij Deportivo Saprissa             |
| --------------------------------------------- | --------------------------------------------- | --------------------------------------------- | --------------------------------------------- | --------------------------------------------- | --------------------------------------------- |
| 1.                                            | 28 mei 2013                                   | Canada – Costa Rica                           | 0 – 1                                         | Vriendschappelijk                             | 0                                             |
| 2.                                            | 7 juni 2013                                   | Costa Rica – Honduras                         | 1 – 0                                         | Kwalificatie WK 2014                          | 0                                             |
| Als speler bij Vancouver Whitecaps            |                                               |                                               |                                               |                                               |                                               |
| 3.                                            | 13 oktober 2015                               | Verenigde Staten – Costa Rica                 | 0 – 1                                         | Vriendschappelijk                             | 0                                             |
| 4.                                            | 17 november 2015                              | Costa Rica – Haïti                            | 1 – 0                                         | Kwalificatie WK 2018                          | 0                                             |
| 5.                                            | 15 december 2015                              | Costa Rica – Nicaragua                        | 1 – 0                                         | Vriendschappelijk                             | 1                                             |
| 6.                                            | 2 februari 2016                               | Venezuela – Costa Rica                        | 1 – 0                                         | Vriendschappelijk                             | 0                                             |
| 7.                                            | 25 maart 2016                                 | Jamaica – Costa Rica                          | 1 – 1                                         | Kwalificatie WK 2018                          | 0                                             |
| 8.                                            | 29 maart 2016                                 | Costa Rica – Jamaica                          | 3 – 0                                         | Kwalificatie WK 2018                          | 0                                             |